# Lully FR
| FR ist das Kürzel für den Kanton Freiburg in der Schweiz. Es wird verwendet, um Verwechslungen mit anderen Einträgen des Namens Lully zu vermeiden. |

Lully ist eine politische Gemeinde im Distrikt Broye des Kantons Freiburg in der Schweiz. Am 1. Januar 2006 wurden die früher selbständigen Gemeinden Bollion und Seiry nach Lully eingemeindet.

## Geographie
Lully liegt auf 494 m ü. M., 1,5 km südlich des Bezirkshauptortes Estavayer-le-Lac (Luftlinie). Das Dorf erstreckt sich auf dem Plateau südlich des Neuenburgersees, am Nordostfuss der Molassehöhen zwischen dem See und dem Broyetal, im nordwestlichen Freiburger Mittelland.
Die Fläche des 5,4 km² grossen Gemeindegebiets umfasst einen Abschnitt des Freiburger Mittellandes. Der nördliche Teil des Gebietes wird vom Plateau eingenommen, auf dem Lully liegt. Nach Südosten erstreckt sich der Gemeindeboden in die Niederung des Arignon (Seitenbach der Petite Glâne) und nach Süden über das Waldgebiet Bois de Mussillens (541 m ü. M.) in das Tal des Bainoz.
Seit der Gemeindefusion gehört auch ein Teil des Bainoztals im Molassehügelland südlich von Estavayer-le-Lac zu Lully. Auf dem Hochplateau von Seiry mit den Fluren La Lovateire (626 m ü. M.) und Champs Dessus (628 m ü. M.) werden die höchsten Erhebungen von Lully erreicht. Diese Hochfläche fällt gegen Osten steil zum Tal der Petite Glâne ab. Von der Gemeindefläche entfielen 1997 9 % auf Siedlungen, 21 % auf Wald und Gehölze und 70 % auf Landwirtschaft.
Die Gemeinde Lully besteht aus den Ortschaften:
- Lully, 494 m ü. M., auf dem Plateau südlich von Estavayer-le-Lac, 380 Einwohner
- Bollion, 559 m ü. M., im Tal des Bainoz, 134 Einwohner
- Seiry, 605 m ü. M., auf dem Hochplateau zwischen den Tälern von Bainoz und Petite Glâne, 202 Einwohner

Nachbargemeinden von Lully sind Estavayer-le-Lac, Les Montets, Murist und Châbles.

Luftbild aus 500 m von Walter Mittelholzer (1925)

## Bevölkerung
Lully gehört zu den kleineren Gemeinden des Kantons Freiburg. Von den Bewohnern sind 88,2 % französischsprachig, 5,7 % deutschsprachig, und 2,5 % sprechen Italienisch (Stand 2000). Die Bevölkerungszahl von Lully belief sich 1850 auf 370 Einwohner, 1900 auf 425 Einwohner (inklusive Bollion und Seiry). Im Verlauf des 20. Jahrhunderts nahm die Bevölkerung bis 1960 auf 320 Personen ab. Seither wurde wieder ein rasches Bevölkerungswachstum verbunden mit einer Verdoppelung der Einwohnerzahl innerhalb von 30 Jahren verzeichnet. Das Siedlungsgebiet des Dorfes Lully ist heute mit demjenigen von Estavayer-le-Lac fast lückenlos zusammengewachsen.

## Wirtschaft
Lully war bis in die zweite Hälfte des 20. Jahrhunderts ein vorwiegend durch die Landwirtschaft geprägtes Dorf. Noch heute haben der Ackerbau, der Obstbau und die Viehzucht einen gewissen Stellenwert in der Erwerbsstruktur der Bevölkerung. Weitere Arbeitsplätze sind im lokalen Kleingewerbe und im Dienstleistungssektor vorhanden. Auf dem Gemeindegebiet befindet sich die 2001 eröffnete Raststätte Rose de la Broye an der Autobahn A1. In den letzten Jahrzehnten hat sich Lully auch zu einer Wohngemeinde entwickelt. Die meisten Erwerbstätigen sind deshalb Wegpendler, die hauptsächlich in den Regionen Estavayer-le-Lac und Payerne arbeiten.

## Verkehr
Die Gemeinde liegt abseits der grösseren Durchgangsstrassen an einer Verbindungsstrasse von Estavayer-le-Lac nach Murist. Der nächste Anschluss an die Autobahn A1 (Lausanne-Bern), die im Jahr 2001 eröffnet wurde und das Gemeindegebiet durchquert, befindet sich rund 3 km vom Ortskern entfernt. Durch die Buslinie der Transports publics Fribourgeois, die von Estavayer-le-Lac aus in einem Rundkurs das Hinterland bedient, ist Lully an das Netz des öffentlichen Verkehrs angebunden.

## Geschichte
Das Gemeindegebiet von Lully war schon sehr früh besiedelt, was durch Funde von Siedlungsspuren aus der Römerzeit bestätigt werden konnte. Die erste urkundliche Erwähnung des Ortes erfolgte bereits im Jahr 516 unter dem Namen Luliacum. Später erschienen die Bezeichnungen Lulliaco (1011), Lulliacum (1017), Lulie (1228), Lulye (1285), Lulliez (1520) und Lullie (1668). Der Ortsname geht auf den gallorömischen Personennamen Lullius zurück.
Lully kam bereits im Jahr 516 von den Burgunderkönigen in den Besitz der Abtei Saint-Maurice. Seit dem 11. Jahrhundert gehörte der Ort kirchlich dem Kloster Romainmôtier. Die weltliche Herrschaft hatten die Herren von Estavayer inne. Nachdem Bern 1536 das Waadtland erobert hatte, wurde Lully der Vogtei Estavayer zugeteilt. Nach dem Zusammenbruch des Ancien Régime (1798) gehörte das Dorf während der Helvetik und der darauffolgenden Zeit zum Bezirk Estavayer, bevor es 1848 in den Bezirk Broye eingegliedert wurde. Seit 1860 bildet das Dorf eine eigenständige Kirchgemeinde.

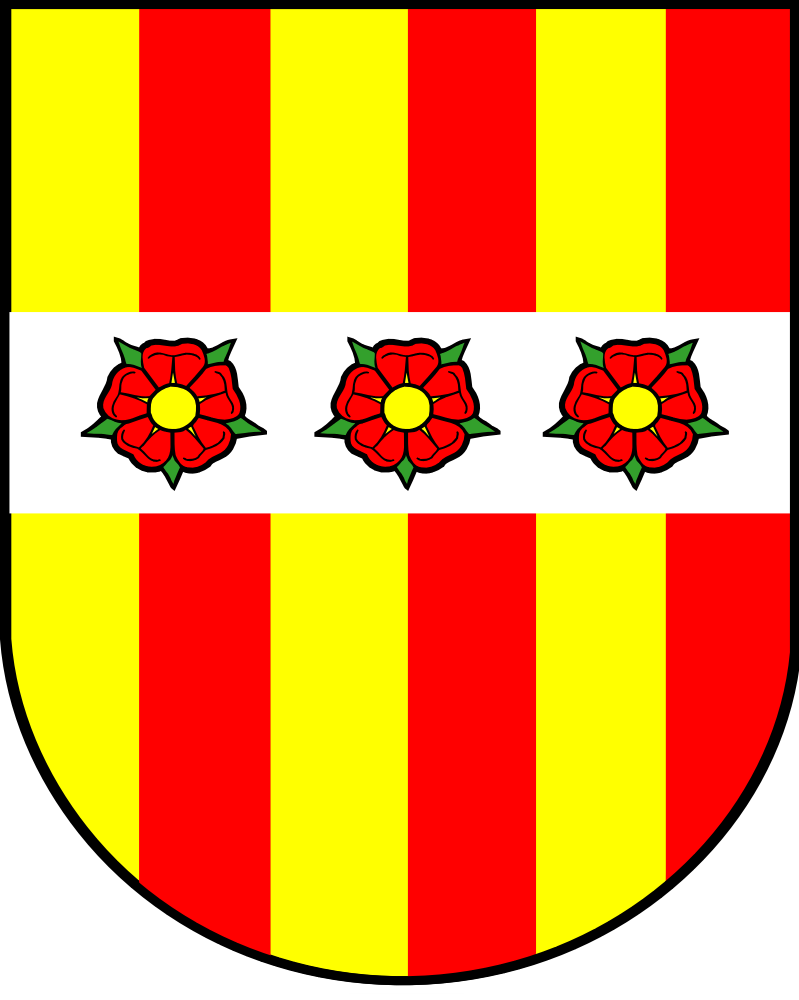
Altes Wappen von Lully

Im Rahmen der seit 2000 vom Kanton Freiburg geförderten Gemeindefusionen wurde ein Fusionsprojekt erarbeitet, das eine Vereinigung von Bollion und Seiry mit Lully zum Ziel hatte. An den Gemeindeversammlungen vom 22. April 2005 wurde die Fusion von den Stimmberechtigten aller drei Gemeinden gutgeheissen, in Lully allerdings mit einem Ja-Stimmenanteil von nur gerade 53 %. Mit Wirkung auf den 1. Januar 2006 wurde die Fusion vollzogen. Gleichzeitig erhielt die neue Gesamtgemeinde ein neues Wappen.